# Baratheon-ház
A Baratheon-ház Westeros egyik nagy háza és egyben legfiatalabb is, valamint a Viharföldek legfontosabb családja, akik Viharvég lordjaiként uralkodnak. Székhelyük Viharvég, egy ősi kastély, amelyet a Viharkirályok emeltek, akik a Durrandon-ház tagjai voltak. Címerük arany mezőben koronás fekete szarvas. A Baratheonok jelmondata: „Miénk a harag".
Robert lázadása után a ház három ágra szakadt: Lord Robert Baratheont királlyá koronázták és Királyvárban telepedett le, létrehozva ezzel a Királyvári Baratheon-házat. Robert öccsének, Stannisnek adományozta Sárkánykőt, létrehozva a Sárkánykői Baratheon-házat. Legfiatalabb testvére, Renly Baratheon lett Viharvég ura, és ő lett a feje a Viharvégi Baratheon-háznak, egészen az Öt Király Háborúja kitöréséig.

## A dinasztia megalkotása és áttekintése
A dinasztia fiktív, de George R. R. Martin sok történelmi ihletet merített a valós történelemből a házak megalkotásához. Sok szempontból hasonlít a Tudor-dinasztiára, különösen Robert Baratheon párhuzamba állítható VIII. Henrikkel. Mindkettő erős testalkatú, vadászatot és bort kedvelő volt, valamint a belső politikai problémák és személyes gyengeségek miatt omlottak össze uralkodóként. Az író egyik fő ihletforrása a 15. századi angol polgárháború, a York- és Lancaster-házak közötti Rózsák háborúja volt. A Baratheon-ház felemelkedése hasonlít arra, ahogyan a Tudor-ház véget vetett a háborúnak. A Tudorok is egy polgárháborút követően jutottak hatalomra, ahogyan Robert is egy lázadás után lett király. Martin elmondása szerint, ha Robert történelmileg hasonlít valakire, az IV. Eduárd angol király.
Joffrey Baratheon kegyetlensége és megveszekedett zsarnoki jelleme Lancasteri Eduárd walesi herceg és II. Richárd angol király személyeivel köthető össze.
Stannis Baratheon történelmi párhuzamba állítható III. Richárddal, akinek törvényes trónigénye volt, de népszerűtlen személy, kíméletlen, de kötelességtudó. Oliver Cromwell és Stannis hasonló vezetői stílusú, vallási fanatizmusuk és törvényesség-központú világnézetük párhuzamba vehető.
Robert egy vadkan támadása által vesztette életét, valamint hogy fegyverhordozója, Lancel Lannister folyamatosan borral itatta, így a részegség is gyengített a koncentrációs képességein. Ez két magyar történelmi alakkal is összeköthető, Szent Imre herceggel és Zrínyi Miklóssal.
2014-ben megjelent teljesen illusztrált háttértörténeti kötetben a The Art of The World of Ice & Fire-ben vizuális magyarázatott ad a Baratheon személyekről és a hozzájuk köthető eseményekről is. Ugyanezen év tavaszán a LTD Art Gallery-ben Trónok Harca kiállítás volt, ahol a dinasztiához kapcsolódó művek is kiállításra kerültek. Magali Villeneuve és társai több Baratheon-tagot is ábrázolt művészeti alkotásaiban.

## Megjelenésük
Általában magasak és erős testfelépítésűek, szénfekete haj és mélykék szemek, szögletes állkapocs, valamint hirtelen indulatukról ismertek.

## Történelem

### Targaryen-korszak
A Baratheon-ház a legfiatalabb Westeros nagy házai közül. I. Aegon Targaryen közeli barátja Orys Baratheon alapította, akiről azt beszélték, hogy a fattyú féltestvére Aegon királynak. Orys feleségül vette a hódítás során Argilac Durrandon, az utolsó Viharkirály egyetlen lányát Argella Durrandont, majd átvette a Durrandon-ház lobogóját, címeit és jelmondatát és ő lett Viharvég lordja. Női vonalon a Baratheonok a Hősök Korából származik Durran Godsrief révén, az első Viharkirálytól, aki felépítette Viharvéget.
Lord Orys a szárazföldi csapatokat vezette a Darklyn-ház és a Mooton-ház egyesített serege ellen, míg Aegon Targaryen sárkánya Balerion, a Fekete Iszonyat hátán a levegőből támadt és győztek a két sereg ellen. Viharvég ellen Rhaenys királynéval indult meg, és legyőzték a Durrandon-házi Gőgös Argilacot az Utolsó viharként ismert csatában. I. Aegon király uralkodása kezdetén a Király Segítőjének nevezte ki. Az Első dorne-i háborúban fogságba esett és levágták kardforgató kezét Wylbéli Wyl. Két év rabságot követően a királynak sikerült kiváltani, de megcsonkítva. Aegon bosszúból nagyon sok lázadó várost felperzselt a sárkányokkal, még Dorne-t is.
I. Maegor és I. Jaehaerys Targaryen királyok uralkodása idején Rogar Baratheon volt Viharvég ura, majd Jaehaerys király idején h. u. 48–50 között a király Segítője és a Birodalom Védelmezője lett. Lord Orys unokája, Rogar második felesége Alyssa Velaryon volt, aki korábban I. Aenys Targaryen királynéja volt. Gyermekeik Boremund és Jocelyn Baratheon voltak. Boremund lett az apja utódja, míg Jocelynt feleségül vette Aemon Targaryen herceg.
A Sárkányok tánca alatt Lord Borros Baratheon II. Aegon Targaryen és a zöldek oldalán állt, annak ellenére, hogy néhai apja, Lord Boremund a feketéket és Rhaenys Targaryent támogatta, nővére, Jocelyn Baratheon révén. H. u. 129-ben Aemond Targaryen herceget Viharvégbe küldték, hogy Lord Borrost II. Aegon oldalára állítsa azáltal, hogy eljegyzést ajánl négy lánya közül valamelyiknek. Nem ismert, hogy a házasság Aemond következő évi halála előtt megtörtént-e. Lord Borros elszerette volna kerülni a sárkányokat, de a viharföldiek hadával a főváros kapuja elé érkezett és végett vetet a Három király holdfordulójának, és visszaszerezte a várost II. Aegon királynak, valamint helyreállította a város rendjét. Alicent Hightower királyné beleegyezett, hogy fia, Borros nagyúr legidősebb lányát, Cassandrát veszi nőül, miután a király a háború alatt elvesztette királynőjét, Helaena Targaryent, valamint mindkét fiát, míg Floris Baratheont Larys Stronghoz adják. Baratheon nagyúr ezután a közeledő folyóparti sereg ellen vonult és a Királyi útnál vereséget szenvedett Tully nagyúr vezette Három Folyó hada ellen, őt Kermit Tully ölte meg.
I. Baelor Targaryen király, amikor kiszabadította Aemon Targaryent, a Sárkánylovagot, akkor Dorne-ban megsérült, majd több mint fél évig Viharvégben gyógyult, mielőtt visszatért Királyvárba. H. u. 200-ban Lord Baratheon tornát rendezett unokája születésének megünneplésére. H. u. 209-ben Viharvég örököse, Ser Lyonel Baratheon, akit Kacagó Viharnak is neveztek, részt vett az Ashford-i tornán, és Ser Duncan, a Magas oldalán harcolt a Hetek próbája során. H. u. 237-ben Lyonel úr egyik lányát eljegyezték Duncan Targaryen koronaherceggel, Sárkánykő hercege és a trón várományosa volt. Két évvel később miközben a folyóvidéken utazgatott, Duncan szerelmes lett egy , különös és rejtélyes lányba, akit Ódonkői Jennynek hívtak és elbontotta az eljegyzést.
Ez feldühítette lord Lyonelt, ami miatt kikiáltotta a függetlenséget, és kinevezte magát az új Viharkirálynak. Rövid, véres lázadása akkor ért véget, amikor Ser Duncan, a Magas, a Királyi Testőrség lovagja párbajban legyőzte. Duncan herceg lemondott trónigényéről, V. Aegon király pedig megígérte, hogy Rhaelle Targaryen hercegnő, legkisebb lánya, Lyonel örököséhez, Ormund Baratheonhoz fog feleségül menni. Rhaelle-t Viharvégre küldték, hogy Lyonel úr pohárnoka és Lyonel úr feleségének hölgytársa legyen. H. u. 245-ben Rhaelle hercegnő teljesítette apja ígéretét, és hozzáment Ormund Baratheonhoz, Viharvég ifjú urához. Egy év múlva fiút szült neki, aki a Steffon nevet kapta, később apródként szolgált Királyvárban, és Aerys hercegnek, II. Jaehaerys király elsőszülött fiának és a Vastrón örökösének hű társa lett, aki unokatestvére is volt. Ormund Baratheon nagyúr a Király Segítője a Targaryen-lobogó alatt harcolt és esett el a Lépőköveknél a Kilenckrajcáros Királyok háborújában h. u. 260-ban, amikor Maelys Blackfyre megölte, majd fia, Steffon karjaiban halt meg.
Lord Steffon legidősebb fiát, Robertet, Lord Jon Arryn nevelte Sasfészekben, Eddard Starkkal együtt Deresből, akivel gyámtestvérek lettek. Kr. u. 277-ben Lord Darklyn elfogta Alkonyvölgyben II. Aerys Targaryen királyt és a lázadás fél évig tartott. A következő évben Lord Steffon Baratheont a Kistanács tagjává tette és Volantisban küldte, hogy feleséget találjon Rhaegar Targaryen hercegnek, akinek nem volt lánytestvére, akit elvehetett volna. Felesége, Lady Cassana Estermont elkísérte. A küldetés sikertelen volt és ezért feleségével visszaindultak. A Hajózúzó Öböl-nél vihar volt és a Büszke Szél nevű hajót a kastélytól nem messze elsüllyesztette és ezt két idősebb fiaik,  Robert és Stannis látták.

### Robert lázadása
Steffon legidősebb fia, Robert, Steffon halála után örökölte Viharvéget, és az azt követő években Lyanna Starkkal jegyese lett. Viharvégben rendezett lovagi tornán vereséget szenvedett Ser Barristan Selmy-től. H. u. 282-ben Rhaegar Targaryen herceg, Robert unokatestvére, eltűnt Lyanna Starkkal, aminek következtében Lyanna legidősebb testvére, Brandon dühösen Királyvárba lovagolt. Letartóztatták, és II. Aerys király parancsára apjával, Rickard Starkkal együtt megölték. Ezt követően Aerys Lord Robert Baratheon és Eddard Stark fejét követelte. A két fiatal éppen Sasfészekben tartózkodott Jon Arrynnál. Sasfészek ura megtagadta a király akaratát, és összehívta vazallusait a Völgyben, ezzel elkezdődött a lázadás. Robert vezéregyéniséggé vált, és személyesen ölte meg Rhaegar Targaryen herceget a h. u. 283. évében a Három Folyó egyik átkelőjénél a Rubint-gázlónál vívót csatában. A háború korai szakaszában Nyárodú környékén, a viharföldeken több csata is zajlott, valamint Viharvéget többször is ostromolták.

### Baratheon-dinasztia
H.u. 283-ban királlyá koronázták Robertet és kinevezte Jon Arrynt Segítőjének. A ház három részre szakadt. A családfő ága, a királyi Baratheonok, Roberttel az élen, Királyvárban. Renlyé a Viharvégi, míg Stannisé a Sárkánykői kadét ház. H. u. 289-ben Balon Greyjoy kikiáltotta magát a Vas-szigetek királyává, és lázadásba kezdett a Vastrón ellen. Robert egyesítette seregét Észak Őrzőjével, Lord Eddard Starkkal és Tywin Lannisterrel, aki Nyugat Őrzője volt. Az egyesített Baratheon-flotta legyőzte a Vasflottát egy tengeri csatában a Szép-sziget közelében, Stannis, a hajómester parancsnoksága alatt. Stannis később testvére nevében leigázta Nagy-Wyket. Renly Baratheont valamivel azután, hogy elérte a férfikort, kinevezték Robert Kistanácsának a törvénymesterévé.

### Trónok harca

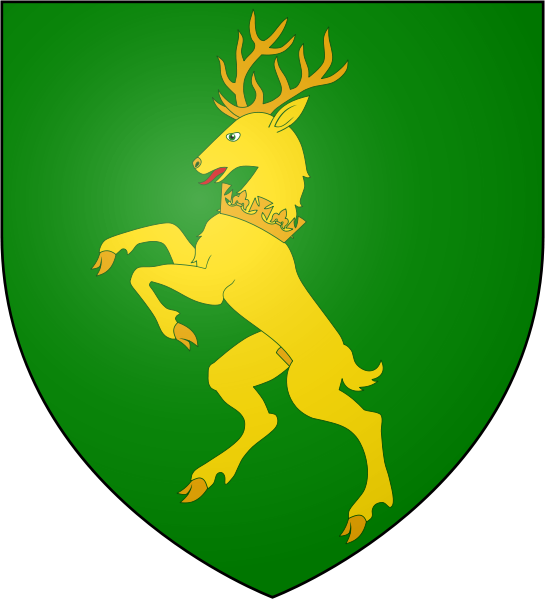
Renly Baratheon személyes címere

Lord Jon Arryn, a Király Segítője, hirtelen meghalt Királyvárban. I. Robert Baratheon király és kísérete Deresbe utazik, hogy felajánlja a pozíciót Lord Eddard Starknak, ifjúkori barátjának. Észak Őrzője elfogadta az ajánlatott, majd Ser Barristan Selmy és Lord Renly északra lovagoltak, hogy fogadják Robertet, addig Lord Stannis ennek nem örült, hogy nem őt választotta fivére és ezért elhagyta Királyvárat, visszatért Sárkánykőre. Renly részt vesz a Segítő tornáján, és jól küzdött, mielőtt legyőzte őt Sandor Clegane, a Véreb. A Király vadászaton egy vadkan súlyosan megsebesítette. Renly arra kéri Eddardot, hogy támogassa őt a trónra törésében. Lord Stark felfedezi, hogy Cersei királynő gyermekei, Joffrey , Myrcella és Tommen Baratheon, nem Robert törvényes gyermekei, hanem Cersei testvérével, Ser Jaime Lannisterrel kötött vérfertőzésből született törvénytelen gyermekek. Eddard ragaszkodik ahhoz, hogy Lord Stannis legyen Robert utódja a királyi székben, emiatt Eddard megtagadja Renly hatalomra való törekvésének támogatását, Viharvég ura és harminc fegyverese, valamint, Ser Loras Tyrell dél felé lovagoltak ki a fővárosból. Robert király miután meghalt  Cersei a trónteremben széttépte Robert végrendeletét, ezért Ned Stark bejelentette, hogy Joffrey-nak nincs joga a trónhoz, mert Robert törvényes örököse Lord Stannis. Lord Petyr Baelish, János Slynt és az aranyköpenyesek elárulták Nedet. Lord Petyr Baelish, János Slynt és az aranyköpenyesek elárulták Nedet. I. Joffrey király Lord Renlyt és Ser Lorast is utasította, hogy jelenjenek meg és fogadjanak hűséget. Ha ezt elmulasztják, árulónak nyilvánítják őket és földjeik, valamint címeik a trónra szállnak. Égikertbe Renlyt megkoronázták. Joffrey lefejeztette Ned Starkot. Robb Starkot az északiak Észak Királyává kiáltották ki.

### Királyok csatája

Stannis Baratheon személyes címere

Stannis bejelentette igényét Westeros Hét Királyságának Vastrónusára, mivel ő az örököse fivérének. Délen Renly képes a Viharföldeket az ügye mellé állítani, akárcsak a Tyrell-házat és a Síkvidék nagy részét. Stannisnek lényegesen kisebb hadereje van, amelyet főként a Koronaföldekről és a királyi flottából állt. Renlyt meggyilkolja egy árny Viharvég falai alatt, amit Melisandre vörös papnő szült, aki Stannis tanácsosa. Eközben a két sereg a harcra készül, amikor megtudják az ifjabb Baratheon halálát, aki nem hagyott örököst. Viharvég elfoglalását követően testvére lobogói többsége csatlakozik hozzájuk, de a Tyrellek nem támogatják. Királyvárnál a Feketevízi Csatában vereséget szenvedett Stannis, majd a ráesküdött házak többsége térdre borul Joffrey király és a Vastrón előtt.

### Kardok vihara
Stannis Viharvégi helyőrsége Ser Gilbert Farring várnagy vezetésével hű maradt hozzá. Tengerjáró Davos kicsempészi Viharos Edricet Sárkánykőről, miután Melisandre fontolóra veszik Edric feláldozását. A fiú Robert Baratheon fattyú fia, akit Stannis gyámság alá vett. Renly özvegye, Margaery Tyrell feleségül megy Joffrey Baratheon királyhoz. Joffrey halála után I. Tommen Baratheon király lesz.
Pylos mester egy levelet ad át Davosnak, amit Aemon mester írt Fekete Várból. Jelentette királyának, hogy Mance Rayder, a Falon Túli Király délre tart az egyesített vadakkal, valamint az Éjjeli Őrség parancsnokát Jeor Mormontot a saját emberei ölték meg Craster Erődjében. Meggyőzte Stannis-t, hogy hajózzon északra, és segítsen megvédeni a falat a Mások elől menekülő vadak inváziója ellen. Elindult seregével Északra, hogy segítsen. Davost Fehér Öbölbe küldte, hogy Wyman Manderlyt meggyőzze, háborús erőfeszítéseit.
Stannis seregével legyőzte és szétkergette a vadakat, Mance Raydert elfogták. Új királyság felépítését javasolja Havas Jonnak északon. Az Éjjeli Őrség új parancsnokot választ, Havas Jon személyében.

### Varjak lakomája
Cersei Lannister királynő, fia, I. Tommen király régense lett. Elküldi Lord Mace Tyrellt, hogy foglalja el Viharvéget Stannis helyőrségétől, bár amikor Mace meghallja lánya, Margaery letartóztatását, seregének nagy részével visszatér a fővárosba, Lord Mathis Rowanra hagyva egy jelképes létszámú sereget, amivel folytassa az ostromot. Cerseit Tommen király régenseként Ser Kevan Lannister váltja, miután őt is letartóztatja a Hét Hite. Ser Loras Tyrell felajánlja, hogy elfoglalja Sárkánykőt, de a sikeres támadást után a fiú súlyos sebesüléssel tér vissza.

### Sárkányok tánca
Stannis seregével elhagyja a Feketevárat és Erdőmélye ellen vonul, amit el is foglal és Deres felé menetel, hogy elfoglalják és legyőzzék a Boltonokat. A király felesége, Selyse Florent királynő, és örököse, Shireen Baratheon hercegnő a Tengermelléki Keleti Őrségből utaznak Fekete Várba. A király utolsó déli helyőrségét, Viharvéget az Arany Kompánia és Aegon Targaryen fenyegeti. Tommen király régensét, Ser Kevan Lannistert Királyvárban Varys meggyilkolja.

### Baratheon királyok listája
| Név                  | Uralkodása     | Megjegyzés                                                            |
| -------------------- | -------------- | --------------------------------------------------------------------- |
| I. Robert Baratheon  | H. u. 283–298. | Lázadása során döntötte meg a Targaryen-házat.                        |
| I. Joffrey Baratheon | H. u. 298–300. | Cersei és Jaime Lannister vérfertőző kapcsolatából született, fattyú. |
| I. Tommen Baratheon  | H. u. 300–     | Cersei és Jaime Lannister vérfertőző kapcsolatából született, fattyú. |

## Sorozatok
A Baratheon-ház megjelenik a 2011 és 2019 között bemutatott amerikai Trónok harca televíziós sorozatban, amelyet az HBO készített. A Histories & Lore rövid animációs sorozatban a Baratheon-ház több epizódban is fontos szerepet kapott, főleg Robert és Stannis Baratheon narrációiban. A 2022-ben bemutatott Sárkányok házában háttérszereplőként jelennek meg a család tagjai, Lord Boremund Baratheon, és Lord Borros Baratheon. 2025-ben fog debütálni A hét királyság lovagja sorozat, amely A tűz és jég dala és A kóbor lovag című novelláskötetét dolgozza fel.